# Maria Ugolkova
Maria Ugolkova, nata Marija Jur'evna Ugol'kova (in russo Мария Юрьевна Уголькова?; Mosca, 18 luglio 1989), è un'ex nuotatrice russa naturalizzata svizzera.

## Palmarès
- Europei

Glasgow 2018: bronzo nei 200m misti.
- Europei in vasca corta

Glasgow 2019: argento nei 200m misti.
Kazan 2021: argento nei 200m misti.
- Europei giovanili

Budapest 2005: oro nella 4x100m sl e bronzo nella 4x100m misti.

## International Swimming League
| Stagione 2020 | stagione 2021 |
| ------------- | ------------- |
| Iron          | Iron          |